# Hov
Hov [ˈhoː] és una localitat situada a la costa est de l'illa de Suðuroy, a les illes Fèroe. El 2020 tenia 99 habitants. És l'única població que hi ha al terme municipal.
La piscicultura de salmó ocupa una part important dels habitants des dels anys 1980. Si crien d'ovelles per l'autoconsum.

## Geografia
Hov està situat a la costa centre-occidental de Suðuroy, a la part nord d'una badia coneguda com a fiord de Hov. Al sud d'aquesta badia hi ha l'illot de Hovshólmur (illot de Hov), de 1,7 ha.
La vall on es troba el poble de Hov s'estén cap a l'oest, on hi ha una zona lacustre. Aquí hi ha el llac Vatnsnes, al límit amb el municipi de Porkeri. Des d'aquest llac flueix el Hovsá (riu Hov), el principal riu del municipi, que desemboca al sud del poble. El Hovsá té una cascada coneguda amb el nom de Foldarafossur. Al sud de la cascada hi ha el port de muntanya de Foldarsskarð.

## Història
Hov apareix amb els primers colons vikings. El poble apareix per primer cop a la Saga dels feroesos, un escrit de principi del segle xiii. S'hi esmenta que el cabdill viking Havgrímur es va establir a Hov al segle x, on hi havia un lloc de culte per als déus nòrdics. Ja a l'era vikinga el poble tenia un petit port.
Entre el 1935 i el 1940 s'hi va construir un nou port, que va es va ampliar la dècada de 1960. Això va significar un important progrés per a Hov, perquè van poder-hi entrar vaixells de major calat i realitzar activitats tot l'any.
Hov va esdevenir un municipi independent el 1920, quan es va separar de Porkeri.

## Patrimoni històric i cultural

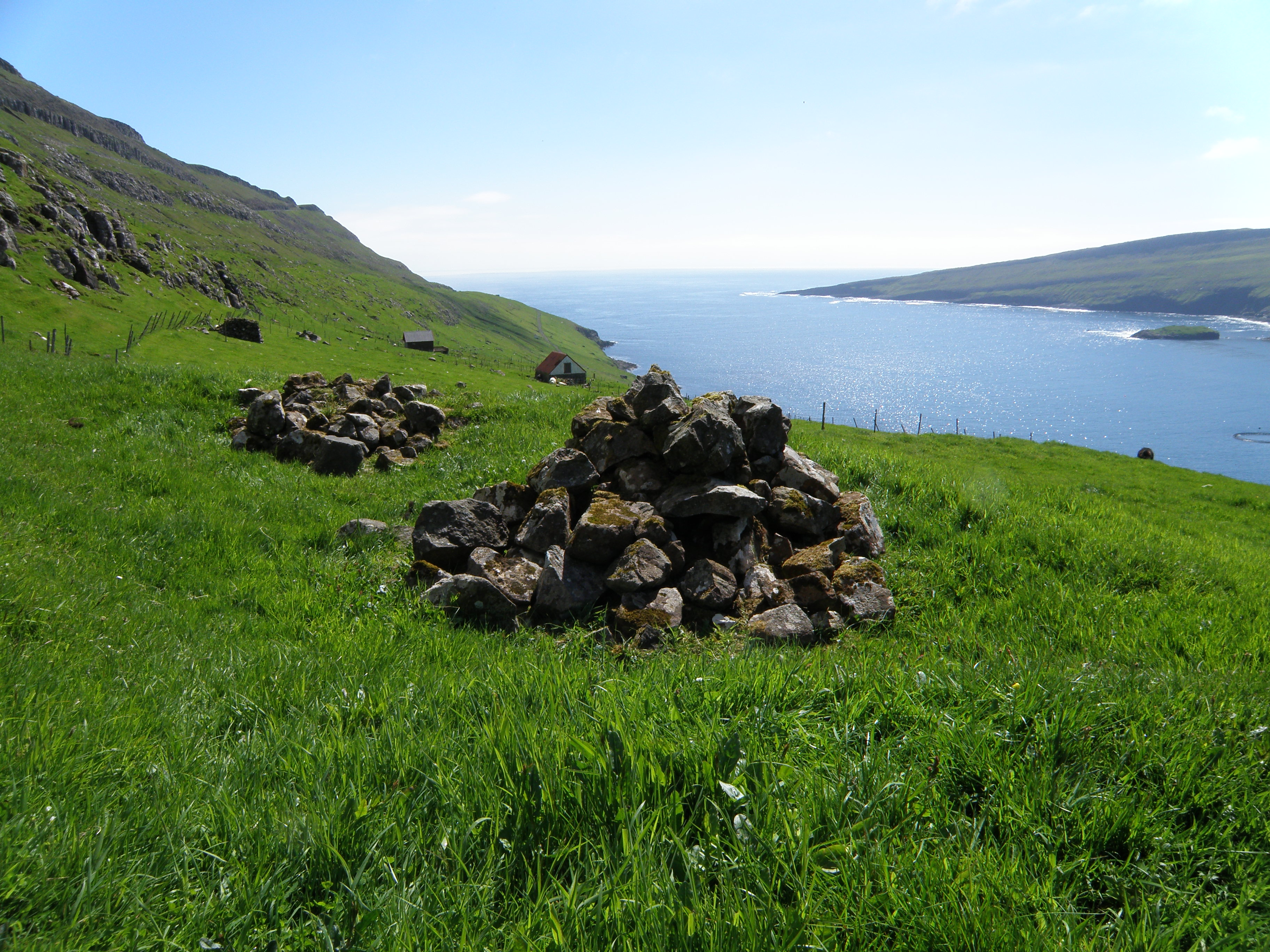
Les tombes de Chieftain Havgrímur i del seu cavall.

El poble té una església tradicional de fusta del 1862, pintada de negre i amb sostre d'herba. Aquesta església és originària de Vágur, però quan n'hi van construir una de nova i més gran, la vella de fusta la van desmuntar i la van donar a Hov, on es va reconstruir el 1942.
Al costat del port hi ha una vella construcció anomenada Myri, que anteriorment servia per a la indústria pesquera i era també una botiga. Igual que l'església del poble, és originària de Vágur. Actualment és el centre cultural del poble: serveix de museu, galeria d'art, espai de concerts i cafeteria.
A Hov hi ha la tomba del cabdill viking Havgrímur i la del seu cavall, i també les ruïnes de l'antic lloc de culte.

## Infraestructures
Hov està ben comunicat per carretera. Pel sud una carretera connecta amb Porkeri i Vágur, i pel nord hi ha des de 2005 un túnel que permet arribar fins a Tvøroyri en pocs minuts; Tvøroyri és la localitat més gran de l'illa i des d'on surt el transbordador que et porta a Tórshavn. Abans de la construcció d'aquest túnel, s'havia de prendre una carretera que pujava les muntanyes i vorejava la costa.